# Enskärsskatan
Enskärsskatan är en halvö i Åland (Finland). Den ligger i den nordvästra delen av landskapet, 22 km norr om huvudstaden Mariehamn. Enskärsskatan ligger på ön Fasta Åland.
I omgivningarna runt Enskärsskatan växer i huvudsak blandskog. Runt Enskärsskatan är det glesbefolkat, med 19 invånare per kvadratkilometer.